# 4 294 967 295
El número 4 294 967 295 (cuatro mil doscientos noventa y cuatro millones novecientos sesenta y siete mil doscientos noventa y cinco) es un número entero igual a 232 − 1. Es un número perfecto totiente. Tiene una factorización de {\displaystyle 3\cdot 5\cdot 17\cdot 257\cdot 65537}. Dado que estos factores son los primeros cinco números primos de Fermat conocidos, este número es el valor impar n más grande conocido para el cual un polígono de n lados regulares es construible usando regla y compás. De manera equivalente, es el mayor número impar conocido n para el que se puede construir el ángulo {\displaystyle 2\pi /n}, o para el cual {\displaystyle \cos(2\pi /n)} se puede expresar en términos de raíces cuadradas.

## En informática
El número 4.294.967.295, equivalente al valor hexadecimal FFFF,FFFF16, es el valor máximo para un entero sin signo de 32 bits en informática. Por lo tanto, es el valor máximo para una variable declarada como un entero sin signo en muchos lenguajes de programación que se ejecutan en computadoras modernas. La presencia del valor puede reflejar un error, una condición de desbordamiento o un valor perdido.
Este valor también es la dirección de memoria más grande para las CPU que usan un bus de direcciones de 32 bits. Al ser un valor impar, su apariencia puede reflejar una dirección de memoria errónea. Tal valor también se puede utilizar como un valor centinela para inicializar la memoria recién asignada para fines de depuración.